# ジュネーヴ国際音楽コンクール
ジュネーブ国際音楽コンクール（英語：Geneva International Music Competition）は、スイス、ジュネーヴで毎年開催されるクラシック演奏家のためのコンクール。

## 概要
歴史は古く、1939年に第1回が開催され、その後ほぼ毎年開催されている。審査部門は多岐にわたり、各楽器の演奏者だけではなく、声楽はもちろん室内楽や指揮者に対しても賞が与えられる。また、下記のとおり、毎年同じ部門が審査されるわけではない。有名な第1位受賞者として、アルトゥーロ・ベネデッティ・ミケランジェリ、ゲオルク・ショルティ、フリードリヒ・グルダ、マルタ・アルゲリッチ、オーレル・ニコレ、ハインツ・ホリガー、モーリス・アンドレなどが名を連ねる。作曲部門は元からあったクイーンマリージョゼ国際作曲コンクールが吸収合併されたものである。
一位なし二位を授与することが多く受賞者に適役が見つからない場合は二位でも躊躇なく空位にする。低年齢の受賞者が目立つのも以前から指摘されており、17歳でも最高位という事態はここでは全く珍しくない。器楽の部門は、現代音楽が必修化されたため作曲部門の受賞曲を演奏させる場合がある。課題曲は毎年徹底的に改定されるため、「前回と同じ課題曲で受けられる」ということは、全くない。アジア系の参加者比率がピアノ部門2018は極めて高く、全参加者41人に対して日中韓参加勢は25人であった。

## 主要入賞者

### 1939年
- フルート部門

第1位　アンドレ・ジョネ（フランス）
- オーボエ部門

第1位　ポール・ヴァランタン（フランス）
- クラリネット部門

第1位　ロベルト・グゴルツ（スイス）
- ピアノ部門

第1位　アルトゥーロ・ベネデッティ・ミケランジェリ（イタリア）
- 声楽部門

第1位　フリッツ・オルレンドルフ（ドイツ）、マリア・シュターダー（スイス）

### 1940年
- トロンボーン部門

第1位　なし
第2位　アルマン・タバシュニク（スイス）
- ホルン部門

第1位　エドモン・ルロワール（ベルギー）
- ヴァイオリン部門

第1位　ローラ・ベンダ（スイス）
第2位　ハイディ・シュトゥルツェネッガー（スイス）
- チェロ部門

第1位　なし
第2位　ガブリエル・モンタンドン（スイス）、ヴィルフリート・ライツ（スイス）
- オルガン部門

第1位　なし
第2位　ピエール・スゴン（スイス）、フランソワ・ラボー（スイス）
- ピアノ部門

第1位　ルドルフ・アム・バッハ（スイス）、セシル・ベギン（スイス）
第2位　リリア・マルセ=フィローザ（スイス）、レオ・ナデルマン（スイス）、テオドール・ザック（スイス）
- 声楽部門

第1位　エリーザベト・ゲーリ（スイス）
第2位　リベロ・デ・ルーカ（スイス）、ハインツ・フグラー（スイス）

### 1941年
- フルート部門

第1位　ヴィリー・ウルファー（スイス）
- オーボエ部門

第1位　エトガル・シャン（スイス）、フーベルト・フォーケ（スイス）
- 弦楽四重奏部門

第1位　オネゲル四重奏団（スイス）
- ハープ部門

第1位　なし
第2位　エミー・ヒュールリマン（スイス）、ジャンヌ=マリー・ド・マリニャク（スイス）
- ピアノ部門

第1位　アンドレ・ペレ（スイス）
第2位　ゲオルク・ショルティ（ハンガリー）、ネリー・ローザー（スイス）、マドレーヌ・デプラ（スイス）
- 声楽部門

第1位　なし
第2位　ハイディ・ツンブルン（スイス）、ポール・ケドノー（スイス）、フリッツ・マック（スイス）

### 1942年
- フルート部門

第1位　オーレル・ニコレ（スイス）
- クラリネット部門

第1位　なし
第2位　ベルナール・ベレイ（スイス）
- ヴァイオリン部門

第1位　ユルク・シュトゥッキ（スイス）
- ヴィオラ部門

第1位　パウル・ドクトール（オーストリア）
- チェロ部門

第1位　なし
第2位　ヴィルフリート・ライツ（スイス）
- ヴァイオリンとピアノのデュオ部門

第1位　なし
第2位　ドリス・ロシオー＆ニコ・カウフマン（スイス）、ジュリエット・フェルト＆ルドルフ・バウムガルトナー（スイス）
- ピアノ部門

第1位　ゲオルク・ショルティ（ハンガリー）
第2位　リリア・マルセ＝フィローザ（スイス）、キティー・チレン（スイス）、ハリー・ダティナー（スイス）
- 声楽部門

第1位　なし
第2位　レニ・ミュンヒ（スイス）、マルグリット・アンベルク（スイス）

### 1943年
- フルート部門

第1位　なし
第2位　エドモン・エクスラン（スイス）
- トランペット部門

第1位　アンリ・ペイシェール（フランス）
- ヴァイオリン部門

第1位　コラード・ロマーノ（イタリア）
- コントラバス部門

第1位　なし
第2位　ヘルマン・フェルケル（スイス）、ハンス・レニデア（スイス）
- ピアノ部門

第1位　なし
第2位　イヴォンヌ・シュミット（フランス）、ピーナ・ポッツィ（スイス）
- 声楽部門

第1位　なし
第2位　アメリー・デュコミュン（スイス）、ルート・カウフマン（スイス）、ゴットフリート・フェール（スイス）

### 1944年
- フルート部門

第1位　なし
第2位　アンドレ・ボッシャー（スイス）、ジェニーヌ・デュクレー（スイス）
- ヴァイオリン部門

第1位　なし
第2位　アンネ＝マリー・グルンダー（スイス）
- チェロとピアノのデュオ部門

第1位　モニク・ファロ(p)＆ギー・ファロ(vn)（フランス）
- オルガン部門

第1位　なし
第2位　ハンス・フォレンヴァイダー（スイス）、フランソワ・ラボ（スイス）
- チェンバロ部門

第1位　なし
第2位　イヴォンヌ・シュミット（スイス）
- ピアノ部門

第1位　ハリー・ダティナー（スイス）
- 声楽部門

第1位　なし
第2位　アンネリース・ガンパー（スイス）、マルグリット・コンラート＝アンベルク（スイス）

### 1945年
- フルート部門

第1位　なし
第2位　アントニオ・ツィピガー（スイス）、エドモン・エクスラン（スイス）
- クラリネット部門

第1位　なし
第2位　ベルナール・ベレイ（スイス）
- ヴァイオリン部門

第1位　ミシェル・オークレール（フランス）
第2位　ブルーノ・シュトラウマン（スイス）
- ヴァイオリンとピアノのデュオ部門

第1位　なし
第2位　ロジェ・エルミジェ＆ユゲット・ボレ（スイス）
- ピアノ部門

第1位　ニコ・カウフマン（スイス）
第2位　ヴィルフレート・ド・ボエ（スイス）、アルベルト・シュネーベルガー（スイス）、マルテ・シュナイダー（スイス）、キティー・チレン（スイス）、マルグリート・ヴィアラ＝ブラント（スイス）
- 声楽部門

第1位　アドリエンヌ・ミリエッティ（スイス）
第2位　マリー＝リーズ・ド・モンモラン（スイス）、カタリーナ・マルティ（スイス）、ディエゴ・オクセンバイン（スイス）

### 1946年
- フルート部門

第1位　レオン・ルロワ（フランス）
第2位　ガブリエル・ドゥシャン（フランス）
- オーボエ部門

第1位　エトガル・シャン（スイス）
第2位　アンドレ・シュヴァレ（フランス）
- ヴァイオリン部門

第1位　リッカルド・ブレンゴーラ（イタリア）
第2位　エリーゼ・チェルファルヴィ（ハンガリー）、アントン・フィーツ（オーストリア）
- チェロ部門

第1位　レイモンド・ヴェランド（フランス）
第2位　アントニオ・ヤニグロ（イタリア）
- 弦楽四重奏部門

第1位　ヴェーグ四重奏団（ハンガリー）
- ピアノ部門

第1位　フリードリヒ・グルダ（オーストリア）
第2位　ロサーナ・ボッタイ（イタリア）、ルイ・バック（ベルギー）、ディナ・アウグスト（ロシア）、パオロ・スパニョーロ（イタリア）、アニー・ダルコ（フランス）
- 声楽部門

第1位　ラファエル・アリエ（ブルガリア）
第2位　イレーナ・レウィンスカ（ポーランド）、ピエール・モレ（スイス）、アルノルドゥス・ヴァン・ミル（オランダ）

### 1947年
- クラリネット部門

第1位　アンリ・ドリュアール（フランス）
第2位　ラファエル・マセラ（カナダ）
- トランペット部門

第1位　なし
第2位　アンドレ・マルシャル（ベルギー）、ラウリ・オヤラ（フィンランド）
- ヴァイオリン部門

第1位　なし
第2位　ヨハンナ・マルツィ（ハンガリー）
- ピアノ部門

第1位　パオロ・スパニョーロ（イタリア）
第2位　ギルベルト・シュヒター（オーストリア）、マリー＝マドレーヌ・プティ（フランス）、エルヴィン・ラースロー（ハンガリー）、セルジオ・フィオレンティーノ（イタリア）
- 声楽部門

第1位　ビクトリア・デ・ロス・アンヘレス（スペイン）
第2位　ハラルト・プレーグルヘフ（オーストリア）、マリー＝ジャンヌ・ド・コロヴラト（チェコ）、マリア・ベレイ（ハンガリー）、ゲオルゲス・アダムチェフスキ（ポーランド）

### 1948年
- フルート部門

第1位　オーレル・ニコレ（スイス）
第2位　クリスティアン・ラルデ（フランス）、クルト・レーデル（西ドイツ）
- ホルン部門

第1位　ジルベール・クルジエ（フランス）
第2位　グスタフ・ノイデッカー（ドイツ）
- ヴァイオリン部門

第1位　なし
第2位　マリー＝クロード・トゥヴニー（フランス）、チェーザレ・フェッラレージ（イタリア）、フルヴィオ・モンタナーロ（イタリア）
- ヴィオラ部門

第1位　なし
第2位　パウル・ルカーチュ（ハンガリー）、マリー＝テレーズ・シャイエ（フランス）
- ピアノ部門

第1位　なし
第2位　マリア・ティーポ（イタリア）、ベラ・シキ（ハンガリー）、ジェルジー・ソルツァニー（ハンガリー）、ジャン・フランセン（オランダ）
- 声楽部門

第1位　マンフレート・ユングヴィルト（オーストリア）、ユリアーナ・ファールカーシュ（ハンガリー）、ゲルトラウト・ホップフ（オーストリア）、ジェルジー・ラドナイ（ハンガリー）

### 1949年
- オーボエ部門

第1位　ピエール・ピエルロ（フランス）
- ファゴット部門

第1位　モーリス・アラール（フランス）
第2位　ポール・オンニュ（フランス）
- チェロ部門

第1位　なし
第2位　ミルコ・ドルネル（ユーゴ）
- ヴァイオリンとピアノのデュオ部門

第1位　なし
第2位　マルセル・ドボ＆エディ・セルキン（ベルギー）、ゲルハルト・ザイツ＆ヴォルフガング・サヴァリッシュ（ドイツ）
- ピアノ部門

第1位　マリア・ティーポ（イタリア）、ロベルト・ウェイス（ハンガリー）
第2位　ロナルド・スミス（イギリス）、セルマ・ヘルスコヴィチ（フランス）
- 声楽部門

第1位　なし
第2位　エルザマリア・マタイス（オーストリア）、レナート・カベッキ（イタリア）、ドラジカ・マルティニス（ユーゴ）、ウラディーミル・ルジャク（ユーゴ）

### 1950年
- クラリネット部門

第1位　ポール=ジャック・ランベール（フランス）
第2位　ジルベール・ヴォワザン（フランス）
- トランペット部門

第1位　ロジェ・デルモット（フランス）
第2位　エドガー・デウルフ（ベルギー）、ピエール・コックス（ベルギー）
- ヴァイオリン部門

第1位　なし
第2位　ユゲット・フェルナンデス（スペイン）
- オルガン部門

第1位　なし
第2位　マリー＝クレール・アラン（フランス）
- ピアノ部門

第1位　なし
第2位　セルジオ・ペルティカローリ（イタリア）、ヒューバート・ハリー（イギリス）、ゲオルゲス・アレクサンドロヴィチ（ルーマニア）
- 声楽部門

第1位　マッティ・レーティネン（フィンランド）、ネル・ランキン（アメリカ）
第2位　ジゼル・ヴィヴァレッリ（スイス）、ヴァルター・ベリー（オーストリア）

### 1951年
- フルート部門

第1位　なし
第2位　クリスティアン・ラルデ（フランス）
- ホルン部門

第1位　ジョルジュ・バルボトゥー（フランス）
- チェロとピアノのデュオ部門

第1位　モニク・メルシエ＆ピエール・コッデ（フランス）
第2位　ユベール・ヴァロン＆リズ・レーマン（フランス）
- ピアノ部門

第1位　なし
第2位　ジェルジー・ショルチャニー（ハンガリー）、ロナルド・スミス（イギリス）、フェルナンド・ケザー（スイス）、アレクサンダー・イェンナー（オーストリア）、ローレンス・デイヴィス（オーストラリア）
- 声楽部門

第1位　マッティウィルダ・ドッブス（アメリカ）、ジェニファー・ヴィヴィアン（イギリス）
第2位　テレサ・シュティヒ＝ランダル（アメリカ）、レノーラ・ラファイエット（アメリカ）

### 1952年
- オーボエ部門

第1位　クロード・メゾンヌーヴ（フランス）
第2位　エゴン・パロラーリ（スイス）
- サクソフォーン部門

第1位　ミシェル・ヌオー（フランス）
第2位　ジャック・ピエルソン（フランス）
- ヴァイオリン部門

第1位　なし
第2位　ブランシュ・タルユス（フランス）
- ピアノ部門

第1位　なし
第2位　田中希代子（日本）、ヴァルター・カンパー（オーストリア）、イングリット・ヘブラー（オーストリア）、アレクサンダー・イェンナー（オーストリア）
- 声楽部門

第1位　ミシェル・セネシャル（フランス）
第2位　リディア・マリンピエトリ（イタリア）、イヴァン・セベシュ（ハンガリー）、ロレンツォ・ガエターニ（イタリア）

### 1953年
- クラリネット部門

第1位　なし
第2位　トニ・ランゲン（ドイツ）、アンドレ・ポン（フランス）
- ファゴット部門

第1位　アンドレ・ラボー（フランス）
第2位　ジェラール・タント（フランス）
- チェロ部門

第1位　なし
第2位　オットマール・ボルヴィツキ（ドイツ）
- 弦楽四重奏部門

第1位　なし
第2位　ミラノ弦楽四重奏団（イタリア）
- ピアノ部門

第1位　ジャック・クライン（ブラジル）
第2位　クルト・バウアー（ドイツ）、ピーター・ストーン（イギリス）、イングリット・ヘブラー（オーストリア）
- 声楽部門

第1位　オリエッタ・モスクッチ（イタリア）、コンスエーロ・ルビオ（スペイン）
第2位　ベルヴァ・ボロディツキー（カナダ）、ジェイムズ・ルーミス（イギリス）、ジャニーヌ・フルニエ（フランス）

### 1954年
- フルート部門

第1位　レーモン・ギオー（フランス）
第2位　マクサンス・ラリュー（フランス）
- 木管三重奏部門

第1位　ブタール＆カジエ＆フザンディエ・トリオ（フランス）
第2位　クルト・マーン他（ドイツ）
- ヴァイオリン部門

第1位　アニー・ジョドリー（フランス）
第2位　フローラ・エルフェージュ（フランス）
- ピアノ部門

第1位　ベルナール・ランジュサン（フランス）
第2位　セシル・ウーセ（フランス）、ハンス・グラーフ（オーストリア）、ルスラナ・アントノヴィチ（オーストリア）
- 声楽部門

第1位　パメラ・ボウデン（イギリス）、ドゥシャン・ポポヴィチ（ユーゴ）
第2位　アドリアーナ・マルティーノ（イタリア）、ジャネット・ヴァン・ダイク（オランダ）、アウレリオ・エスタニスラオ（フィリピン）

### 1955年
- トランペット部門

第1位　モーリス・アンドレ（フランス）
第2位　テオ・メルテンス（ベルギー）
- ヴィオラ部門

第1位　なし
第2位　ミシェル・ヴァレス（フランス）、マックス・ルスュール（フランス）
- オルガン部門

第1位　なし
第2位　ヘルベルト・タヘツィ（オーストリア）
- ピアノ部門

第1位　なし
第2位　マルコム・フレージャー（アメリカ）、ガブリエル・タッキーノ（フランス）、ルスラナ・アントノヴィチ（オーストリア）
- 声楽部門

第1位　ジェイムズ・ミリガン（カナダ）
第2位　ウィリアム・オルヴィス（イギリス）、アニク・シモン（フランス）、マーヴィン・ハイズ（アメリカ）

### 1956年
- オーボエ部門

第1位　ガストン・モーグラ（フランス）、アンドレ・ラルドロ（フランス）
- ホルン部門

第1位　アルベルト・リンダー（デンマーク）
第2位　エレニュ・アヌカール（ベルギー）、ピエール・デル・ヴェスコーヴォ（フランス）
- ギター部門

第1位　アリカルト・マヌエル・クベード（スペイン）
- ピアノ部門

第1位　ロベルト・アレクサンダー・ボーンケ（ドイツ）
第2位　ダニエル・ドゥシェンヌ（フランス）、ルスラーナ・アントノヴィチ（オーストリア）、ジョン・ブロット（オランダ）
- 声楽部門

第1位　ダン・ヨルダケスク（ルーマニア）
第2位　イオアン・プリサカル（ルーマニア）、テオドラ・ルカチウ（ルーマニア）、ジョルジェ・ジュルジェヴィチ（ユーゴ）

### 1957年
- クラリネット部門

第1位　ペトコフ・ラデフ（ブルガリア）
- ファゴット部門

第1位　ルドルフ・コモルース（チェコスロバキア）
第2位　ノエル・ドヴォ（フランス）
- ヴァイオリン部門

第1位　なし
- チェロ部門

第1位　なし
第2位　レスリー・パーナス（アメリカ）、ウラディーミル・オルロフ（ルーマニア）、アニー・ラフラ（フランス）
- 弦楽四重奏部門

第1位　なし
第2位　ラモル四重奏団
- ピアノ部門

第1位　マルタ・アルゲリッチ（アルゼンチン）、ドミニク・メルレ（フランス）
第2位　マウリツィオ・ポリーニ（イタリア）、テレーズ・カステン（フランス）
- 声楽部門

第1位　ラディスラウ・コーンヤ（ルーマニア）
第2位　マリア・ヴァン・ドンヘン（オランダ）、ドリス・マイエス（アメリカ）

### 1958年
- フルート部門

第1位　なし
第2位　ルイ・エブラル（フランス）、ジャン＝ピエール・ウスタシュ（フランス）、アルフ・アンデルセン（ノルウェー）
- トロンボーン部門

第1位　ヴィクトール・バタチェフ（ソ連）
第2位　ロジェ・カロン（フランス）
- ヴァイオリン部門

第1位　なし
第2位　豊田耕児（日本）、ヨーゼフ・シヴォー（ハンガリー）
- ピアノ部門

第1位　なし
第2位　マウリツィオ・ポリーニ（イタリア）、ロナルド・トゥリーニ（カナダ）、顧聖嬰（中国）
- 声楽部門

第1位　エリー・アーメリング（オランダ）
第2位　ニーナ・イサコワ（ロシア）、ペンカ・コエヴァ（ブルガリア）

### 1959年
- オーボエ部門

第1位　ハインツ・ホリガー（スイス）、ジャック・ヴァンドヴィーユ（フランス）
第2位　ペーター・フィクス（スイス）
- トランペット部門

第1位　なし
第2位　ベルナール・ジャヌトー（フランス）、ジャン・モシア（ベルギー）
- ヴィオラ部門

第1位　なし
第2位　アンドレ・ヴォケ（フランス）
- チェロとピアノのデュオ部門

第1位　ダニエル・ドゥシェンヌ＆ジャン・ドゥクロー（フランス）、ヴェルナー・タウベ（ドイツ）
第2位　ポール・エルメル（カナダ）
- ピアノ部門

第1位　なし
第2位　カトリーヌ・シリー（フランス）、ジャン＝ポール・セヴィラ（フランス）、マイケル・ポンティ（アメリカ）
- 声楽部門

第1位　なし
第2位　ロイス・ラヴァーティ（アメリカ）

### 1960年
- クラリネット部門

第1位　ペーター・リークホフ（ドイツ）
- ホルン部門

第1位　なし
第2位　ヨセフ・ブレイザ（ポーランド）、ハンス・ヘルフリート・リヒター（ドイツ）
- ヴァイオリン部門

第1位　なし
第2位　ディーナ・シュナイダーマン（ブルガリア）
- ピアノ部門

第1位　なし
第2位　北村陽子(日本)
リュシアン・カンブランスキー（フランス）、ハインツ・メジモレツ（オーストリア）、リス・スメド・クリステンセン（デンマーク）
- 声楽部門

第1位　アドリアーナ・マッキアイオリ（イタリア）
第2位　ハリーナ・スロニツカ（ポーランド）、カール・シュルツ（アメリカ）、イェジー・アルティシュ（ポーランド）

### 1961年
- フルート部門

第1位　ミシェル・デボスト（フランス）
- ピアノ部門

第1位　デジレ・ンカウア（フランス）
第2位　大野亮子（日本）、フェルナンド・ロペス（ブラジル）、ジャン・デルベ（フランス）、マリーズ・シャルパンティエ（フランス）
- 声楽部門

第1位　なし
第2位　ジャック・エルビヨン（フランス）、ケネス・ボウエン（イギリス）、アルド・フィリスタード（イタリア）、イレアナ・ブラトゥス＝カチヤン（ユーゴ）

### 1962年
- 木管五重奏部門

第1位　フィルハーモニア・フンガリカ五重奏団（ハンガリー）
第2位　ハンガリー五重奏団（ハンガリー）
- ヴィオラ部門

第1位　なし
第2位　ゲーザ・ネーメトゥ（ハンガリー）、マルグリート・メロン（フランス）
- オルガン部門

第1位　ヨアヒム・グルビヒ（ポーランド）
第2位　ヘルマン・フェルスフラーヘン（ベルギー）、ボフミール・ラバス（チェコ）
- ピアノ部門

第1位　なし
第2位　北川正（日本）
- 声楽部門

第1位　なし
第2位　シルヴィア・アンダーソン（アメリカ）、ラドミラ・バコツェヴィチ（ユーゴ）

### 1963年
- オーボエ部門

第1位　なし
第2位　アウグスト・ロッピ（イタリア）
- クラリネット部門

第1位　なし
第2位　ミシェル・ポルタル（フランス）、ジュゼッペ・ガルバリーノ（イタリア）
- ヴァイオリン部門

第1位　なし
第2位　宗倫匡（日本）
- ピアノ部門

第1位　なし
第2位　アルベルト・コロンボ（イタリア）、宮沢明子（日本）
- 声楽部門

第1位　ブルース・アーベル（アメリカ）
第2位　ヘンリク・グリフニク（ポーランド）、フランシスコ・アンジェロ・林（日本）

### 1964年
- トランペット部門

第1位　なし
- チェロ部門

第1位　なし
第2位　ロッコ・フィリッピーニ（スイス）、ギゼラ・デプカト（カナダ）
- ハープ部門

第1位　スザンナ・ミルドニアン（イタリア）
第2位　ジュリアーナ・アルビゼッティ（イタリア）
- ピアノ部門

第1位　ロベルト・マイエク（オーストリア）
第2位　ゲルノート・カール（ドイツ）
- 声楽部門

第1位　ジョゼ・ヴァン・ダム（ベルギー）
第2位　アルファ・ブラウナー（アメリカ）

### 1965年
- ホルン部門

第1位　ヤロスラフ・コトゥラン（チェコスロバキア）、ミシェル・ガルサン=マルー（フランス）
- ヴァイオリン部門

第1位　なし
第2位　ジャン＝ジャック・カントロフ（フランス）、カトリーヌ・クルトワ（フランス）
- チェンバロ部門

第1位　なし
第2位　エルジュビェタ・ステファンスカ（ポーランド）
- ピアノ部門

第1位　なし
第2位　ルスラーナ・アントノヴィツ（オーストリア）
- 声楽部門

第1位　なし
第2位　エルンスト・ゲロルト・シュラム（ドイツ）、フランシーナ・ヒロネス（スペイン）

### 1966年
- フルート部門

第1位　ポーラ・シルヴェスター（アメリカ）
第2位　ジャン＝クロード・ジェラール（フランス）
- トロンボーン部門

第1位　ロマン・シヴェク（ポーランド）
第2位　アンドレ・ヴァイス（フランス）
- 弦楽四重奏部門

第1位　なし
第2位　メロス弦楽四重奏団（ドイツ）、ズスケ四重奏団（ドイツ）
- ピアノ部門

第1位　なし
第2位　アンドレ・ゴログ（フランス）、ヴィルジニオ・パヴァラーナ（イタリア）
- 声楽部門

第1位　フランシーナ・ヒロネス（スペイン）

### 1967年
- クラリネット部門

第1位　なし
第2位　アウレリアン＝オクターヴ・ポーパ（ルーマニア）
- ファゴット部門

第1位　なし
第2位　デイヴィッド・キャロル（アメリカ）
- チェロ部門

第1位　なし
第2位　エドガー・フィッシャー（チリ）、ジャン・デプラス（フランス）、ミヒャエル・ハラン（イスラエル）
- ピアノ部門

第1位　イェジー・スリコフスキ（ポーランド）
第2位　レイ・ルック（ギアナ）
- 声楽部門

第1位　なし
第2位　松本美和子（日本）、ステラ・アクサルリス（オーストリア）

### 1968年
- オーボエ部門

第1位　なし
第2位　ジャン＝クロード・マルゴワール（フランス）、ラヨシュ・レンチェシュ（ハンガリー）
- トランペット部門

第1位　フランシス・マルセル・アルディ（フランス）
第2位　アントン・グルツァル（ユーゴ）
- ヴィオラ部門

第1位　なし
第2位　今井信子（日本）、マーサ・ストロンギン・カッツ（アメリカ）
- ピアノ部門

第1位　なし
第2位　ジャン＝クロード・ペヌティエ（フランス）、ルイス・ネーゲル（アメリカ）
- 声楽部門

第1位　なし
第2位　ハイディ・リース＝ベルトルト（ドイツ）、フランジョ・ペトルサネツ（ユーゴ）

### 1969年
- フルート部門

第1位　なし
第2位　金昌国（日本）、ギー・コタン（フランス）
- コントラバス部門

第1位　なし
第2位　アンジェイ・カラルス（ポーランド）、ギュンター・クラウス（ドイツ）、エンチョ・ラドゥカノフ（ブルガリア）
- ピアノ部門

第1位　ペーター・エフラー（オーストリア）
第2位　クリスティアン・ツァハリアス（ドイツ）
- 声楽部門

第1位　ジョー・イェン・リー（韓国）、ヨネル・パンテア（ルーマニア）
第2位　モーリス・ブラウン（カナダ）

### 1970年
- サクソフォーン部門

第1位　なし
第2位　ジャック・クリプル（アメリカ）
- ヴァイオリン部門

第1位　ガブリエラ・イジャツ（ルーマニア）
第2位　カヤ・ダンチョフスカ（ポーランド）、エルンスト・コヴァチッチ（オーストリア）
- オルガン部門

第1位　なし
第2位　マルセル・シュミット（スイス）、マリア・テレサ・マルティネス（スペイン）、エレーヌ・デュガル（カナダ）
- ピアノ部門

第1位　マルグリット・ピルナー（ドイツ）
第2位　パスカル・ジーグリスト（スイス）、パメラ・ミア・ポール（アメリカ）
- 声楽部門

第1位　リア・ボレン（ベルギー）
第2位　ペーター・チャプリク（ドイツ）

### 1971年
- オーボエ部門

第1位　なし
第2位　ジャン＝ポール・ゴワ（スイス）
- ホルン部門

第1位　なし
第2位　ウラディスラフ・グリゴロフ（ブルガリア）、ヨハネス・リツコフスキー（ドイツ）
- チェロ部門

第1位　ボグミラ・レシュケ（ポーランド）、チョン・ミュンファ（韓国）
- ピアノ部門

第1位　なし
第2位　デイヴィッド・リブリー（アメリカ）
- 声楽部門

第1位　なし
第2位　レオナルド・ムロツ（ポーランド）、エリザベス・レイン（イギリス）、エヴェリン・ブルンナー（スイス）

### 1972年
- クラリネット部門

第1位　トーマス・フリードリ（スイス）
第2位　ミシェル・アリニョン（フランス）
- ヴィオラ部門

第1位　アタール・アラッド（イスラエル）
- 打楽器部門

第1位　吉原すみれ（日本）
第2位　カレン・アーヴィン（アメリカ）
- ピアノ部門

第1位　なし
第2位　マルティーノ・ティリモ（イタリア）、ガダルーペ・パロンド（ペルー）
- 声楽部門

第1位　コンスタンチン・プルジニコフ（ソ連）
第2位　ゲルハルト・カーリー（オーストリア）、ハイナー・ホプフナー（ドイツ）、リュドミーラ・セルギエンコロシア）

### 1973年
- フルート部門

第1位　河野俊子（日本）
第2位　ロー・アンジェロ（フランス）
- トロンボーン部門

第1位　アナトーリ・スコベレフ（ソ連）
第2位　ジル・ミリエール（フランス）
- コントラバス部門

第1位　イワン・コトフ（ソ連）
第2位　ヴォルフガング・ギュトラー（ルーマニア）
- ピアノ部門

第1位　なし
第2位　カロリーヌ・アフネル（フランス）、アラン・レー（フランス）
- 声楽部門

第1位　なし
第2位　ガリーナ・カリーニナ（ロシア）、ヴァルター・ヘルトヴァイン（ドイツ）

### 1974年
- ファゴット部門

第1位　なし
第2位　ジルベール・オダン（フランス）、アンドルー・コードル（アメリカ）
- 弦楽四重奏部門

第1位　クロイツベルク四重奏団（西ドイツ）
第2位　アカデミカ四重奏団（ルーマニア）
- ハープ部門

第1位　オリガ・オルテンベルク（ソ連）
第2位　シャンタル・マテュー（フランス）
- ピアノ部門

第1位　なし
第2位　アリス・ル・ブラン（アメリカ）
- 声楽部門

第1位　ゲイリー・ケンドール（アメリカ）
第2位　ヴィエラ・バニエヴィツ（ポーランド）、アントワネット・ベスパローヴァ（ブルガリア）、ロバート・カリアー・クリステンセン（アメリカ）

### 1975年
- トランペット部門

第1位　なし
第2位　ギー・トゥーヴロン（フランス）、ジャン＝ジャルル・ド・リデル（ルクセンブルク）
- チェロ部門

第1位　なし
第2位　ヴァグラム・サラジャン（ロシア）、フレデリック・ズロトキン（アメリカ）
- ギター部門

第1位　ドゥシャン・ボグダノヴィチ（ユーゴスラヴィア）
第2位　ダゴベルト・リナレス（ブラジル）、ヴァルター・ファイブリ（スイス）
- ピアノ部門

第1位　なし
第2位　ウィリアム・ウェストニー（アメリカ）
- 声楽部門

第1位　なし
第2位　ズザンネ・ハイング（ドイツ）、ルース・ファルコン（アメリカ）、ペテル・ドヴォルスキー（チェコ）

### 1976年
- クラリネット部門

第1位　なし
第2位　クリスティアン・ペグニエ（フランス）
- ホルン部門

第1位　なし
第2位　ヘンリク・カリニスキ（ポーランド）、アンドレ・グルホフ（ロシア）
- ヴァイオリン部門

第1位　なし
第2位　マグダ・シルブ（ルーマニア）
- ピアノ部門

第1位　タチアナ・シェバノワ（ソ連）
第2位　セシル・ユゴノー＝ロシェ（フランス）、ピエール＝ロラン・エマール（フランス）
- 声楽部門

第1位　キャスリーン・チェシンスキ（アメリカ）

### 1977年
- オーボエ部門

第1位　ジャン=クリストフ・ガイヨー（フランス）
第2位　ジョン・アンダーソン（イギリス）、ダニエル・ペロー（フランス）
- ヴィオラ部門

第1位　アナ・ベラ・チャヴェス（ポルトガル）
第2位　店村眞積（日本）
- ピアノ三重奏部門

第1位　なし
第2位　ブルネン・トリオ（磯野順子・西内荘一・岡田知子、日本）、アベッグ・トリオ（オランダ）
- ピアノ部門

第1位　なし
第2位　入月幸枝（日本）、高橋裕希子（日本）
- 声楽部門

第1位　クリスティーン・チェシンスキ（アメリカ）
第2位　フラチア・ロベルト・ナレリオ（ハンガリー）、ダウリス・ニエミロヴィツ（ポーランド）

### 1978年
- フルート部門

第1位　イレーナ・クルスティチ＝グラフェナウアー（ユーゴ）
第2位　ジル・ピュルゴス（フランス）
- コントラバス部門

第1位　なし
第2位　河原泰則（日本）、ジョエル・アンドルー・クァリントン（カナダ）
- ピアノ部門

第1位　なし
第2位　アンナ・ヤーシク（ポーランド）、ハンス・クリスティアン・ヴィーレ（ドイツ）
- 声楽部門

第1位　マルガレータ・ハヴェリネン（フィンランド）
第2位　ネリー・ミリチオイウ（ルーマニア）
- 指揮部門

第1位　なし
第2位　堤俊作（日本）、ダニエル・ナザレス（インド）

### 1979年
- クラリネット部門

第1位　なし
第2位　ノトハルト・ミュラー（ドイツ）、ポール・ラマズ（フランス）
- トロンボーン部門

第1位　ミシェル・ベケ（フランス）
第2位　ドナルド・サンダーズ（アメリカ）、アラン・マンフラン（フランス）
- チェロ部門

第1位　フランソワ・ギュイエ（スイス）
第2位　チャールズ・カーティス（アメリカ）
- 声楽部門

第1位　クリスティアン・ジャン（フランス）
第2位　マリオン・ヴァーネット・ムーア（アメリカ）

### 1980年
- ファゴット部門

第1位　ジルベール・オダン（フランス）
第2位　マシュー・ウィルキー（オーストラリア）、リュク・ルブリー（ベルギー）
- ヴァイオリン部門

第1位　なし
第2位　豊田弓乃（日本）、アニク・ルサン（フランス）
- ピアノ部門

第1位　なし
第2位　迫昭嘉（日本）、フランチェスコ・ニコロージ（イタリア）
- 声楽四重唱部門

第1位　ニューヨーク・ヴォーカル・アンサンブル（アメリカ）
第2位　ルーマニア声楽四重唱団（ルーマニア）

### 1981年
- ギター部門

第1位　なし
第2位　ジェラール・アビトン（フランス）、マルコ・デ・サンティ（イタリア）
- 声楽部門

第1位　なし
第2位　カレヴィ・オッリ（フィンランド）、ヨンヘー・キム（韓国）、エサ・ルーットゥネン（フィンランド）

### 1982年
- オーボエ部門

第1位　なし
第2位　ダヴィド・ワルター（フランス）、アン・リーク（アメリカ）
- ヴィオラ部門

第1位　タベア・ツィンマーマン（西ドイツ）
第2位　テレーズ＝マリー・ジリサン（ベルギー）
- 打楽器部門

第1位　ペーター・ザドロ（西ドイツ）
- ピアノ部門

第1位　エフゲニー・クロチェフスキー（ソ連）
第2位　ダニエル・ブルメンタール（アメリカ）

### 1983年
- フルート部門

第1位　なし
第2位　酒井秀明（日本）、ジョゼ・ダニエル・カステロン（フランス）
- サクソフォーン部門

第1位　なし
第2位　スティーヴン・ジョルドヘイム（アメリカ）
- コントラバス部門

第1位　ニコ・アポンドロ（アメリカ）
第2位　ヴァンサン・パスキエ（フランス）
- 声楽部門

第1位　ジュリアーナ・ゴンデク（アメリカ）
第2位　ジョヴァンナル・デ・リソ・ヴァイオ（イタリア）、ウィリアム・シャープ（アメリカ）、ジョイス・ガイヤー（アメリカ）

### 1984年
- ピアノ部門

第1位　なし
第2位　原田英代（日本）
第3位　ダニエル・ゴルトラー（イスラエル）、アンドレ・ボアイナイン（ブラジル）
- 指揮部門

第1位　グジェゴシュ・ノヴァーク（ポーランド）
第2位　エドワード・マーレイ（アメリカ）
第3位　マーク・ターデュー（アメリカ）

### 1985年
- ホルン部門

第1位　なし
第2位　デイヴィッド・ジョンソン（アメリカ）、インドルジフ・ペトラシュ（チェコ）
第3位　ミクローシュ・ナジ（ハンガリー）
- ヴァイオリン部門

第1位　なし
第2位　コリヤ・ニコライ・ブラッハー（ドイツ）、高田あずみ（日本）
第3位　ジネット・ドキュイペル（ベルギー）
- オルガン部門

第1位　ジョナサン・ビガーズ（アメリカ）
第2位　エドワード・マーレイ（アメリカ）、ロベルト・レールバウマー（オーストリア）
- 声楽部門・女声

第1位　番場ちひろ（日本）
第2位　タチヤーナ・チヴァローヴァ（ソ連）
第3位　グラジナ・ウィノグロズカ（ポーランド）
- 声楽部門・男声

第1位　なし
第2位　アレクサンドル・フェディン（ソ連）
第3位　ハンス・ペーター・グラーフ（スイス）、アレクサンドル・ゲルガロフ（ソ連）

### 1986年
- クラリネット部門

第1位　なし
第2位　アンナ＝マイヤ・コルシマー（フィンランド）
第3位　ジェラール・シュロツ（スイス）、ジャン＝クロード・ファリエッティ（フランス）
- チェロ部門

第1位　レオニード・ゴロホフ（ソ連）
第2位　ヨハンナ・ピッカー（オーストリア）
第3位　クリストフ・リヒター（ドイツ）
- ハープ部門

第1位　なし
第2位　マリー・ピエール・ラングラメ（フランス）
第3位　イザベル・モレッティ（フランス）、シルヴィー・ペレ（フランス）
- ピアノ部門

第1位　なし
第2位　なし
第3位　アレクサンダー・マジャール（ユーゴ）、仲道郁代（日本）、ヴラディミール・ストゥペル（フランス）

### 1987年
- ファゴット部門

第1位　アンデシュ・エングストレム（スウェーデン）
第2位　アレクサンドル・グリアノフ（ソ連）
第3位　ホルガー・シュトラウベ（ドイツ）
- トランペット部門

第1位　オーレ・エドヴァルド・アントンセン（ノルウェー）
第2位　ジェラール・メトレイエ（スイス）
第3位　ウィリアム・フォアマン（アメリカ）
- ヴィオラ部門

第1位　ホンメイ・シャオ（中国）
第2位　ザビーヌ・トゥテイン（フランス）
第3位　フェリックス・シュヴァルツ（ドイツ）
- 声楽部門（女声）

第1位　マリア・ディアコヌ（ルーマニア）
第2位　シャロン・アン・ミラー（カナダ）
第3位　エルズビエタ・バンコ（ポーランド）
- 声楽部門（男声）

第1位　なし
第2位　ヨハン＝レン・シュミット（デンマーク／フランス）、河野克典（日本）
第3位　ミカエル・プリエフ（ブルガリア）

### 1988年
- オーボエ部門

第1位　アレックス・クレイン（ブラジル）
第2位　ウンディーネ・レーナー＝ピーチュ（ドイツ）
第3位　クリスティアン・ホンメル（ドイツ）
- トロンボーン部門

第1位　ヨナス・ビュルンド（スウェーデン）
第2位　スティーヴン・ワイツァー（アメリカ）
第3位　ジョゼ・ヴァセ（フランス）
- ギター部門

第1位　ヴィクトル・ヴィドヴィチ（ユーゴスラヴィア）
第2位　パブロ・マルケス（アルゼンチン）
第3位　ミゲル・シャロスキー（アルゼンチン）
- ピアノ部門

第1位　なし
第2位　なし
第3位　ミシェル・マレ（カナダ）、上野真（日本）、カヤジャ・ハン（韓国）

### 1990年
- クラリネット部門

第1位　ファビオ・ディ=カゾーラ（スイス）
第2位　エフゲニー・ペトロフ（ロシア）
第3位　アレッサンドロ・カルボナーレ（イタリア）
- ヴァイオリン部門

第1位　ゼンロン・ワン（中国）
第2位　シュテファン・テンツ（スイス）、オレグ・ポハノフスキー（ロシア）
- コントラバス部門

第1位　なし
第2位　スラヴォミール・グレンダ（ポーランド）、ブリュノ・スュイス（ベルギー）
第3位　ボグスラフ・フルトク（ポーランド）
- ピアノ部門

第1位　ネルソン・ゲルナー（アルゼンチン）
第2位　アンドルー・ウェスト（イギリス）
第3位　加藤洋之（日本）

### 1991年
- チェロ部門

第1位　ウェンシン・ヤン（スイス）
第2位　アイリーン・ムーン（アメリカ）
第3位　ヒレル・ゾーリ（イスラエル）
- テューバ部門

第1位　イェンス・ビョルン=ラーセン（デンマーク）
第2位　オイステイン・バードスヴィク（ノルウェー）
第3位　オーレン・マーシャル（イギリス）
- 声楽部門

第1位　なし
第2位　リリアーナ・ニチテアヌー（ルーマニア）、オレグ・メルニコフ（アイルランド）、アルベルト・チャギドゥリン（ロシア）
第3位　レジーナ・ナタン（ドイツ）、ミヒャエル・ヴォレ（ロシア）

### 1992年
- フルート部門

第1位　エマニュエル・パユ（スイス）
第2位　アンナ・ガルズリー（ハンガリー）
第3位　イェリ・ヨーン（韓国）
- ヴィオラ部門

第1位　なし
第2位　川本嘉子（日本）
- 打楽器部門

第1位　なし
第2位　藤本貴文（日本）、アダム・ワイスマン（アメリカ）
第3位　ハンス＝クリスティアン・ソレンセン（ノルウェー）
- ピアノ部門

第1位　なし
第2位　アレッサンドロ・チェザーロ（イタリア）
第3位　ニクラス・シヴェレフ（スウェーデン）、前田麻紀（日本）

### 1993年
- ホルン部門

第1位　なし
第2位　ラデク・バボラーク（チェコ）
第3位　フランク・マルクス（ドイツ）
- ヴァイオリン部門

第1位　フランチェスコ・マナーラ（イタリア）
第2位　伊藤奏子（日本）、ヴァディム・グルツマン（イスラエル）
- オルガン部門

第1位　アレッシオ・コルティ（イタリア）
第2位　イヴ・レヒシュタイナー（スイス）
第3位　ティロ・ムステル（ドイツ）
- 声楽部門

第1位　ジェーン・アーウィン（イギリス）
第2位　シェリ・ヤロシェヴィツ（カナダ）
第3位　キャサリン・ゲルドナー（アメリカ）

### 1994年
- 指揮部門

第1位　アラン・ギルバート（アメリカ）
第2位　カイ・ブマン（ドイツ）
第3位　マルク・キソツィー（スイス）

### 1995年
- ファゴット部門

第1位　ロラン・ルフェーヴル（フランス）
第2位　リュドヴィク・ティシュス（フランス）
第3位　クラレンス・ボーナー（ドイツ）
- サクソフォーン部門

第1位　なし
第2位　ラッセル・ピーターソン（アメリカ）、クラウス・プフィスター（ドイツ）
- チェロ部門

第1位　クラウディオ・ボホルケス（ドイツ）
第2位　フランソワ・サルク（フランス）
第3位　ニコライ・シュナイダー（ドイツ）
- ギター部門

第1位　ゲオルギー・ヴァシリエフ（ブルガリア）
第2位　ゾラン・ドゥキチ（クロアチア）
第3位　ルイジ・アッタデモ（イタリア）

### 1996年
- トランペット部門

第1位　アンドレ・アンリ（フランス）
第2位　オリヴィエ・トゥリラ（スイス）
第3位　ガーボル・ゴルドツキー（ハンガリー）
- ヴィオラ部門

第1位　なし
第2位　清水直子（日本）、アントン・ロギノフ（ロシア）
第3位　ヨネ・カリウナイテ（リトアニア）
- ピアノ部門

第1位　なし
第2位　ペル・テングストランド（スウェーデン）
第3位　セドリク・ティベルギアン（フランス）、ヨンキュ・リー（韓国）

### 1997年
- クラリネット部門

第1位　マルティン・フレスト（スウェーデン）
第2位　イゴール・ビゲルマン（アメリカ）
第3位　ニコラス・ファルジェ（フランス）
- ハープ部門

第1位　なし
第2位　マハリア・ケルツ（ドイツ）
第3位　サラ・オブリアン（スイス）
- 声楽部門（女声）

第1位　なし
第2位　増田のり子（日本）
第3位　オアナ・ウリエル＝アンダ（ルーマニア）
- 声楽部門（男声）

第1位　なし
第2位　イクン・チュン（韓国）
第3位　ルドルフ・ローゼン（スイス）

### 1998年
- オーボエ部門

第1位　アレクセイ・オグリンチュク（ロシア）
第2位　クララ・デント（オーストリア）
第3位　ロッサナ・カルヴィ（イタリア）
- トロンボーン部門

第1位　なし
第2位　イェスパー・ユール・ソレンセン（デンマーク）、ダヴィド・ブリュシェ（スイス）
第3位　ロベルト・コザネク（チェコ）
- ヴァイオリン部門

第1位　なし
第2位　ボグダン・ズヴォリステアヌ（ルーマニア）、タニヤ・ベッカー＝ベーンダー（ドイツ）
第3位　高木和弘（日本）
- コントラバス部門

第1位　ヤーヌシュ・ヴィジク（ポーランド）
第2位　フランチェスコ・シラグーサ（イタリア）
第3位　ミヒャエル・ザンドロノフ（ベラルーシ）

### 2000年
- チェロ部門

第1位　ラファエル・ローゼンフェルト（スイス）
第2位　アレクサンデル・ゲベルト（フィンランド）
第3位　タチヤーナ・ヴァシリエーヴァ（ロシア）
- 声楽部門

第1位　アンネッテ・ダーシュ（ドイツ）、エリク・ネルソン・ワーナー（アメリカ）
第2位　シンニュン・ホワン（韓国）、林田明子（日本）、ジャック＝グレッグ・ベロボ（カメルーン）
第3位　ユンイェー・ユー（韓国）

### 2001年
- フルート部門

第1位　シルヴィア・カレッドゥ（イタリア）
第2位　ザビーヌ・モレル（フランス）
第3位　サラ・ルヴィオン（フランス）
- 弦楽四重奏部門

第1位　Quatuor Terpsycordes （スイス）
第2位　Amar Quartett （スイス）
第3位　Athena Quartett （ドイツ）
- ピアノ部門

第1位　Roland Krüger （ドイツ）
第2位　Nicolas Stavy （フランス）
第3位　Seiko Tsukamoto （日本）

### 2002年
- 打楽器部門

第1位　Aiyun Huang （カナダ）
第2位　Gregory Beyer （アメリカ）
第3位　Yi Ping Yang （台湾）
- ピアノ部門

第1位　セルゲイ・クドリャコフ （ロシア）
第2位　山本亜希子（日本）
第3位　大崎結真（日本）

### 2003年
- 声楽部門

第1位　なし
第2位　Oxana Shilova （ロシア）、Whal Ran Seo （韓国）
第3位　Bénédicte Tauran （フランス）

### 2004年
- ホルン部門

第1位　なし
第2位　Samuel SEIDENBERG （ドイツ）
- 第3位　Eliz ERKALP （フランス）
- ヴァイオリン部門

第1位　なし
第2位　矢野玲子（日本）、
第3位　Sophia JAFFE （ドイツ）、木嶋真優（日本）

### 2005年
- ヴィオラ部門

第1位　RyszardGROBLEWSKI（ポーランド）
第2位　Maxim RYSANOV （ウクライナ）、Jennifer STUMM （アメリカ）
- ピアノ部門

第1位　なし
第2位　Louis SCHWIZGEBEL-WANG （スイス）
第3位　Irina ZAHHARENKOVA （エストニア）、Alexander YAKOVLEV （ロシア）

### 2006年
- 弦楽四重奏部門

第1位　なし
第2位　Quatuor Voce （フランス）
第3位　Quatuor Esteves （フランス）、Quatuor Galatea （スイス）
- ピアノ部門

第1位　なし
第2位　Gilles VONSATTEL （スイス）、ユリアンナ・アヴデーエワ （ロシア）
第3位　菊地裕介 （日本）

### 2007年
- 声楽部門

第1位　なし
第2位  Jong Yoon Kook （韓国）
第3位  Anna Kasyan （グルジア/フランス）
- クラリネット部門

第1位　なし
第2位  Shirley Brill （イスラエル）
第3位  Valentin Uryupin （ロシア）、Uriel Vanchestein （カナダ）

### 2008年
- ピアノ部門

第1位　なし
第2位　Hannes Minnaar （オランダ）、Duanduan Hao （中国）
第3位　Da-Sol Kim（韓国）
- チェロ部門

第1位　Istvan Vardai（ハンガリー）
第2位　Alexander Buzlov （ロシア）、Peter Philipp Steammler （ドイツ）

### 2009年
- 声楽部門

第1位　Polina Pasztircsak （ハンガリー）
第2位　Yung-Mi Kim（韓国）
第3位　Marie-Adeline Henry（フランス）
- 打楽器部門

第1位　なし
第2位　Yu-Ying Chang （台湾）、Remi Derupt（フランス）
第3位　なし

### 2010年
- オーボエ部門

第1位　なし
第2位　Ivan Podyomov （ロシア）
第3位　Philippe Tondre （フランス）
- ピアノ部門

第1位　萩原麻未（日本）
第2位　Hyo Joo Lee（韓国）、Maria Masycheva（ロシア）

### 2011年
- 声楽部門

第1位　なし
第2位　なし
第3位　Antoinette Dennefeld （フランス）、Ania Vegry（ポーランド）
- 弦楽四重奏部門

第1位　Armida Quartett （ドイツ）、Quatuor Hermes （フランス）
第2位　なし
第3位　Quatuor Girard （フランス）
- 作曲部門

Artur Akshelyan （アルメニア）

### 2012年
- ピアノ部門

第1位　Lorenzo SOULÈS （フランス）
第2位　Mikahail SPOROV （ロシア）
第3位　松下彩 （日本）

### 2013年
- 作曲部門

Kwang Ho Cho (韓国)

### 2014年
- ピアノ部門

第1位　ムン・ジヨン (韓国)
第2位　Pallavi Mahidhara（アメリカ）
第3位　Honggi Kim (韓国)
- フルート部門

第1位　なし
第2位　アドリアナ・フェレイラ（ポルトガル）、Yubeen KIM（韓国）
第3位　Elena Badaeva（ロシア）

### 2015年
- 作曲部門

薮田翔一（日本）

### 2016年
- 声楽部門

第1位　なし
第2位　David Fischer（テノール、ドイツ）
第3位　Marina Viotto（メゾソプラノ、スイス）
- 弦楽四重奏部門

第1位　ヴィジョン弦楽四重奏団（ドイツ）
第2位　ハンソン四重奏団（フランス）
第3位　アベル・カルテット（韓国）

### 2017年
- 作曲部門

第1位　Jaehyuck Choi（韓国）
第1位　Yair Klartag（イスラエル）

### 2018年
- ピアノ部門

第1位　テオ・フシュヌレ（フランス）、ドミトリー・シシキン（ロシア）
第2位　なし
第3位　San JIttakarn（タイ）
- クラリネット部門

第1位　ケビン・スパニオル（イタリア）
第2位　ビトー・フェルナンデス（ポルトガル）
第3位　カルロス・フェレイラ（ポルトガル）

### 2019年
- 打楽器部門

第1位　Hyeji Bak（韓国）
第2位　Marianna Bednarska（ポーランド）
第3位　Till Lingenberg（ドイツ/スイス）
- 作曲部門

第1位　Daniel Arango-Prada（コロンビア）、高木日向子（日本）
第2位　なし
第3位　Hyeon Joon Sohn（韓国）